# جان تورمی
جان تورمی (انگلیسی: John Tormey؛ زادهٔ ۴ اوت ۱۹۳۷ در ویلیمانتیک، کنتیکت) هنرپیشه اهل ایالات متحده آمریکا است.
وی بیشتر برای نقش لویی در فیلم گوست‌داگ: سلوک سامورایی شناخته می‌شود. وی حرفه بازیگری را از کودکی در دههٔ چهل میلادی آغاز کرد.

## گزیده فیلمشناسی
- جنگل ۲ جنگل (۱۹۹۷)
- گوست داگ: سلوک سامورایی (۱۹۹۹)
- محوطه (۲۰۰۰)
- نفرین عقرب یشمی (۲۰۰۱)
- مافیا: شهر بهشت گمشده (۲۰۰۲)
- بمان (۲۰۰۵)
- مهربان باش، بپیچان (۲۰۰۸)
- اتومبیل‌دزدی بزرگ ۴: حکایت گی تونی (۲۰۰۹)
- از کجا می‌دانی (۲۰۱۰)
- اونجوری بامزه است (۲۰۱۴)